# ان‌جی‌سی ۸۷۷
ان‌جی‌سی ۸۷۷ کهکشان مارپیچی میانی است که در صورت فلکی برج بره قرار دارد. این مکان در فاصله حدود ۱۶۰ میلیون سال نوری از زمین واقع شده‌است، که با توجه به ابعاد ظاهری آن، به معنای آن است که ان‌جی‌سی ۸۷۷ حدود ۱۱۵۰۰۰ سال نوری عرض دارد. این کهکشان توسط ویلیام هرشل در ۱۴ اکتبر ۱۷۸۴ کشف شد. با ان‌جی‌سی ۸۷۶ برهم‌کنش کهکشان دارد.

## نگارخانه

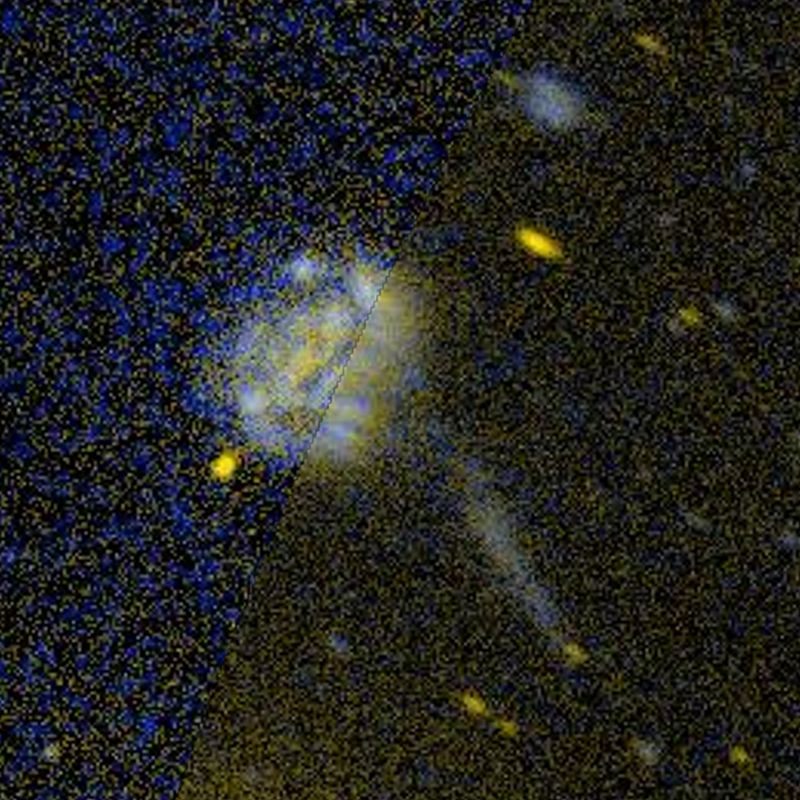
NGC 877 (سمت چپ) و NGC 876 توسط GALEX
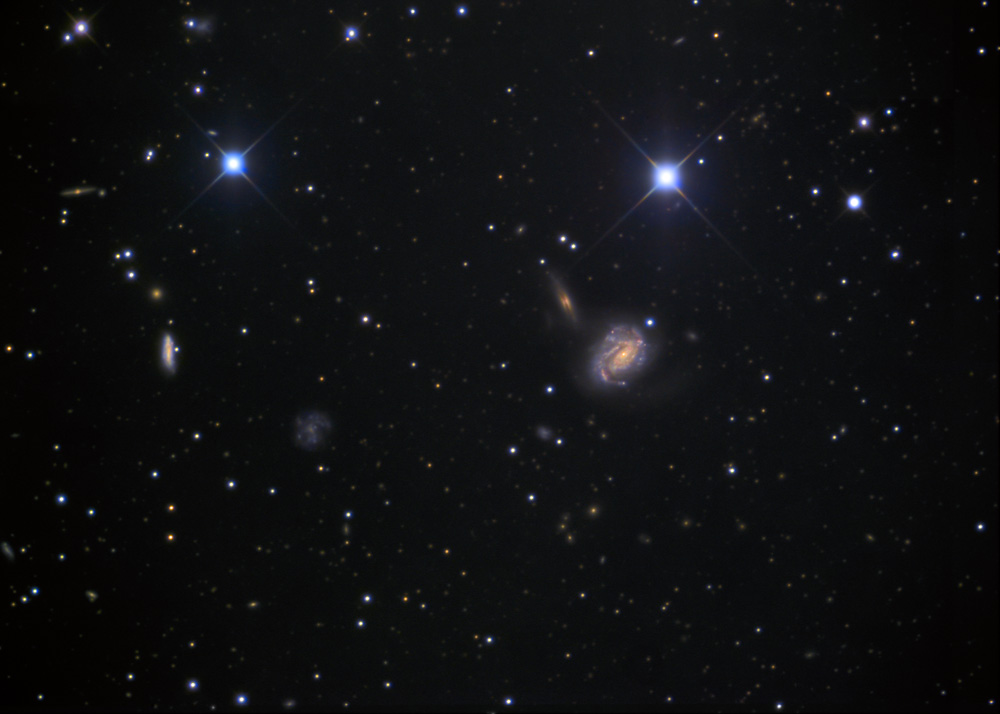
نمایی از گروه NGC 877 ، توسط آدام بلوک